# Siamo uguali
Siamo uguali è un singolo del cantante italiano Lorenzo Fragola, pubblicato il 12 febbraio 2015 come primo estratto dal primo album in studio 1995.

## Descrizione
Scritto dallo stesso Fragola con Fausto Cogliati e Fedez, Siamo uguali racconta «il personalissimo punto di vista dell'autore sull'amore e, in particolare, sulla fine di una relazione con il suo stile fresco e contemporaneo che ha conquistato subito critica e pubblico».
Il brano è stato inoltre presentato al Festival di Sanremo 2015, piazzandosi al decimo posto della classifica della sezione Campioni.

## Video musicale
Il videoclip, diretto da Mauro Russo e scritto da Fedez, è stato girato a Roma e pubblicato in anteprima su Vevo il 12 febbraio 2015, è ispirato al film Ricomincio da capo.

## Tracce
Testi e musiche di Lorenzo Fragola, Federico Lucia e Fausto Cogliati.
1. Siamo uguali – 4:09

## Classifiche
| Classifica (2015) | Posizione massima |
| ----------------- | ----------------- |
| Italia            | 8                 |